# Tobrilus stefanskii
Tobrilus stefanskii är en rundmaskart. Tobrilus stefanskii ingår i släktet Tobrilus, och familjen Tripyloididae. Arten är reproducerande i Sverige.